# Mäskeou (métro d'Almaty)
Moskva
Mäskeou (kazakh : Мәскеу (Mäskeu)) ou Moskva (russe : Москва), littéralement « Moscou », est une station terminus (provisoire) de la ligne 1 du métro d'Almaty. Elle est située à Almaty au Kazakhstan.
Elle est mise en service en 2015, avec le premier prolongement de la ligne 1.

## Situation sur le réseau
Établie en souterrain, Mäskeou est une station, terminus sud (provisoire) de la Ligne 1 du métro d'Almaty, située avant la station Alataou, en direction de la station terminus nord (provisoire) Raïymbek batyr.

## Histoire
La station Mäskeou est mise en service le 18 avril 2015, lors de l'ouverture d'un prolongement de 2,74 km, en direction de la nouvelle station terminus sud Mäskeou,.